# ズヴェズダ (模型メーカー)
ズヴェズダ (ロシア語: Звезда) は、ロシアの模型メーカーである。（日本のショップの大部分では、「ズベズダ」もしくは「ZVEZDA」と表記されている）

## 概要
ロシアローブニャに本社が所在するインジェクションキットメーカーである。
以前は主に旧東側のワルシャワ条約機構の航空機や軍用車両などを製造・販売していたが、製品の質が西側の製品と比較して著しく劣っていた。近年ではボーイング787などの西側の航空機などの製品展開を積極的に進めるなど、製品の分野を広げつつある。また、CAD,CAMの導入等により、品質においても遜色ないものになりつつある。

## 歴史
- 1989年 - モスクワで機械工具の企業として登録された。
- 1990年 - 最初の製品は赤軍のフィギュアだった。同年7月1日に合資会社として登記された。
- 1993年 - Lobnyaのプラスチック加工工場を買収した。そこが主力工場となる。
- 1997年 - "バービー人形"の開発を開始する。
- 2000年以降はボードゲーム等の生産に乗り出す。

## 製品
1990年の創業時には小規模だったが、現在ではロシアを代表する模型メーカーになった。
主な製品はプラスチック成型の模型やダイキャストの製品である。製品は400以上で市場はロシア国内に留まらず、世界中に販路を広げる。イタリアではイタレリ、中国ではドラゴンモデルズ、日本ではGSIクレオスが販売代理店である。
合資会社になってからキットとヒストリカルフィギュアの分野のみでも年間50以上の新製品を発売する。
製品の開発にはラピッドプロトタイピングを導入することによって短期間での開発を可能にしている。
製品の構成は(資料の調査の困難等の理由により)従来の西側の模型メーカーが不得意としてきた分野の製品を主軸においている。
これまでに最も成功した製品はBT-5軽戦車である。それは国内の市場向けに設計したにもかかわらず、外国の愛好家に初めて関心を持たれた。